# Padang Rejo
Padang Rejo is een bestuurslaag in het regentschap Banyuasin van de provincie Zuid-Sumatra, Indonesië. Padang Rejo telt 365 inwoners (volkstelling 2010).